# Mucrencyrtus
Mucrencyrtus is een geslacht van vliesvleugeligen uit de familie Encyrtidae. De wetenschappelijke naam van dit geslacht is voor het eerst geldig gepubliceerd in 1980 door Noyes.

## Soorten
Het geslacht Mucrencyrtus omvat de volgende soorten:
- Mucrencyrtus aclerdae (De Santis, 1972)
- Mucrencyrtus arundinariae Sharkov, 1996
- Mucrencyrtus atratus Sharkov, 1996
- Mucrencyrtus dbari Sharkov, 1996
- Mucrencyrtus ecuadorensis Sharkov, 1996
- Mucrencyrtus ferrierei (Burks, 1964)
- Mucrencyrtus insulanus Noyes, 1980
- Mucrencyrtus variabilis Sharkov, 1996